# Uzależnienie
Uzależnienie – nabyty stan zaburzenia zdrowia psychicznego i fizycznego, który charakteryzuje się okresowym lub stałym przymusem wykonywania określonej czynności lub zażywania psychoaktywnej substancji chemicznej.
Termin „uzależnienie” jest stosowany m.in. w odniesieniu do takich zaburzeń psychicznych, jak uzależnienie od narkotyków (narkomanii), leków (lekomanii), alkoholu (alkoholizmu) czy papierosów (nikotynizmu). W szerszym rozumieniu termin „uzależnienie” stosowany także w odniesieniu do wielu innych przymusowych zachowań, m.in. kompulsywnych zakupów, oglądania telewizji, seksu, masturbacji, korzystania z gier hazardowych lub komputerowych czy też nadmiernego korzystania z internetu. Współczesna psychologia traktuje pojęcie „uzależnienie” szeroko i zakłada, że może ono obejmować także inne czynności, nad którymi dana osoba utraciła kontrolę.
Diagnozowanie uzależnień odbywa się m.in. na podstawie klasyfikacji chorób ICD-10 i DSM IV.

## Uzależnienie fizjologiczne

### Charakterystyka
Uzależnienie fizjologiczne (ang. physiological dependence),
zwane też czasem fizycznym, to nabyta silna potrzeba stałego zażywania jakiejś substancji odczuwana jako szereg dolegliwości fizycznych (np. bóle, biegunki, uczucie zimna, wymioty, drżenia mięśni, bezsenność). Zaprzestanie jej zażywania (odstawienie) prowadzi do wystąpienia zespołu objawów, które określa się jako zespół abstynencyjny (zespół z odstawienia). W leczeniu stosowana jest detoksykacja, czyli odtrucie.

### Substancje uzależniające
Grupa substancji, których nadużywanie prowadzi do uzależnienia fizjologicznego jest niewielka. Najważniejsze z nich to (w przypadku dwóch pierwszych substancji, w nawiasie nazwa choroby polegającej na uzależnieniu od danej substancji):
- nikotyna (nikotynizm),
- alkohol etylowy (alkoholizm),
- opioidy (heroina, morfina i inne),
- barbiturany (pochodne kwasu barbiturowego) stosowane jako leki nasenne,
- niektóre steroidy,
- benzodiazepiny (grupa leków psychotropowych).

### Walka z uzależnieniem fizjologicznym
Walka z uzależnieniem fizjologicznym przy dzisiejszym stanie wiedzy jest dość łatwa, często stosuje się środki pomocnicze (zapobiegające negatywnym efektom i zmniejszające ból) na czas kuracji i powoli zmniejsza się dawkę danej substancji. Nagłe odstawienie niektórych substancji może być niebezpieczne – w przypadku alkoholu może prowadzić do delirium tremens. W ciężkich przypadkach uzależnienia od opioidów, stosowana jest kuracja metadonowa lub buprenorfinowa. W lżejszych przypadkach stosowane są duże dawki diazepamu (Relanium).
Większość narkotyków – jeśli używa się ich względnie często i względnie systematycznie – wywołuje wystąpienie zależności (uzależnienia) na poziomie psychicznym. Niemożliwa jest sytuacja wystąpienia objawów zależności fizycznej przy braku uzależnienia psychicznego, często natomiast zdarza się sytuacja odwrotna. Szczególnie ma to miejsce w przypadku nadużywania substancji nie powodującej trwałej adaptacji organizmu (komórek), jak wymienione wyżej THC, czy niektóre psychodeliki.
Prowadzone są badania nad przydatnością ibogainy w walce z uzależnieniami. Terapia tym środkiem prowadzona już jest między innymi w USA. Metoda ta ma dużą skuteczność – nawet 50% heroinistów po jednorazowym użyciu ibogainy odeszło od nałogu. W Polsce prowadzone są badania nad możliwością uzyskania z ibogi preparatów pozbawionych właściwości psychoaktywnych w celu wykorzystania w terapii uzależnień.

## Uzależnienie psychiczne

### Charakterystyka
Uzależnienie psychiczne (ang. psychological dependence), znane też jako psychologiczne, to nabyta silna potrzeba stałego wykonywania jakiejś czynności lub zażywania jakiejś substancji, której niespełnienie jednak nie prowadzi do poważnych fizjologicznych następstw. Jego cechy to:
- wzrost popędu związanego z poszukiwaniem środka uzależniającego
- wzrost tolerancji na działanie środka (obniżenie efektu przyjemności, który on dostarcza)
- kompulsywna konsumpcja środka kosztem swojego zdrowia oraz otoczenia
- osłabienie woli
- obsesja brania i natręctwa myślowe utrzymujące się i nawracające nawet po wieloletniej abstynencji
- samooszukiwanie się usprawiedliwiające wykonywanie danej czynności (związane z psychologicznymi mechanizmami obronnymi)
- fizyczne wyniszczenie, brak zainteresowania otoczeniem niezwiązanym ze środkiem i jego zdobywaniem

Zależność psychiczna to stan, w którym osoba dotknięta tą chorobą nie potrafi bez pomocy z zewnątrz przerwać zachowań kompulsywnych związanych ze zdobywaniem i konsumpcją. Obecnie nie są znane skuteczne metody leczenia uzależnienia psychicznego od substancji chemicznych. Możliwe jest zatrzymanie kompulsywnych zachowań.

### Uzależnienia behawioralne
Uzależnienia behawioralne mogą wywoływać różne przyjemne czynności:
- samopodawanie związków chemicznych wywołujących tzw. preferencje miejsca u zwierząt doświadczalnych

Preferencja miejsca polega na tym, iż zwierzę po pewnym czasie preferuje klatkę z wodą zawierającą narkotyk względem klatki zawierającej czystą wodę. Wszystkie substancje o działaniu „nagradzającym”, czyli narkotyki dają pozytywny wynik w tym teście z wyjątkiem substancji halucynogennych (marihuana daje wynik raz pozytywny, raz negatywny w zależności od ośrodka, który prowadzi badania).
Przykładowe czynności powodujące uzależnienie behawioralne:
- masturbacja i pornografia[4]
- internet i gry komputerowe[5]
- nadmierna dbałość o tężyznę fizyczną (bigoreksja)
- hazard[6]
- seks, uzależnienie seksualne
- praca

### Walka z uzależnieniem psychicznym
Walka z uzależnieniem psychicznym zależy w głównej mierze od woli osoby uzależnionej. Jako że wola uzależnionego jest naruszona, osłabiona, pojawia się problem „błędnego koła”. Dlatego niezmiernie rzadko zdarzają się „samowyleczenia” w przypadku zaawansowanych faz uzależnienia. Charakterystyczne jest podejmowanie przez uzależnionego decyzji (np. o rezygnacji z zażywania) i niemożność realizacji tej decyzji. Towarzyszy temu rozrastający się system psychologicznych mechanizmów obronnych.
W Polsce i na świecie coraz większą popularnością cieszą się metody oparte na wspólnotach dwunastokrokowych, tj. Anonimowi Alkoholicy (AA), Anonimowi Narkomani (NA), Anonimowi Nikotyniści, Anonimowi Uzależnieni od Seksu i Miłości (SLAA), Anonimowi Jedzenioholicy (AJ) oraz Anonimowi Hazardziści (AH). Brak jest opracowań naukowych dotyczących skuteczności tego typu terapii ze względu na reguły panujące w tych grupach. Jednakże istnienie (od dziesiątek lat w przypadku niektórych z nich) samofinansowanie oraz ciągły nieliniowy wzrost ilości grup daje podstawę sądzić, iż metody tam stosowane mają pewną skuteczność. Skuteczność zaleczania uzależnienia w odniesieniu do różnych metod terapii często trudno określić z powodu braku badań statystycznych lub ich niewłaściwego wykonania. Najczęściej popełnianym błędem jest zbieranie informacji o utrzymywaniu abstynencji od samych uzależnionych.
W przypadku uzależnienia od hazardu najważniejszą rolę odgrywa aktywowanie i pobudzanie dopaminowego układu nagrody. Nagły wzrost poziomu dopaminy w przypadku wygranej może powodować u hazardzisty problemy z racjonalnym odbieraniem rzeczywistości i doprowadzić do podejmowania błędnych decyzji. Z kolei przegrana, powodująca nagłe obniżenie nastroju oraz zwiększenie poziomu stresu, który również aktywuje układ nagrody, wywołuje konieczność zrównoważenia bilansu emocjonalnego, co prowadzi do efektu „błędnego koła” i utrudnia zerwanie z nałogiem.
Do niedawna za uzależnienie od narkotyków obarczano tylko i wyłącznie tzw. słabą wolę osób uzależnionych. W świetle współczesnych badań wiadomo, iż owo osłabienie nie jest istotą tej choroby.
Przezwyciężenie uzależnienia fizjologicznego w walce z uzależnieniem od substancji psychoaktywnych to niewielkie osiągnięcie. Głównym czynnikiem powodującym, że narkomani wracają do uzależnienia, jest jego psychiczny aspekt.

### Neurobiologia uzależnienia psychicznego od środków depresyjnych oraz psychostymulujących
Problem ze zbudowaniem ścisłego modelu uzależnienia bierze się m.in. z nie do końca poznaną budową oraz działaniem mózgu ludzkiego oraz trudnością w ścisłym zdefiniowaniu uzależnienia jako takiego, co dość trafnie opisuje definicja zaproponowana przez Burglassa i Shaffera według którego: Pewna grupa osób zażywa pewne substancje w pewien sposób, który w pewnych okresach historii jest nie do zaakceptowania przez pewną grupę osób z powodów pewnych i niepewnych. Miejsca oraz częstość występowania słowa „pewny” pokazują kontrowersje związane z problemem zdefiniowania uzależnienia w sferach naukowych, społecznych, moralnych, prawnych czy wręcz filozoficznych. Należy podkreślić, iż mimo ogromnego postępu, żadna z poniżej przedstawionych teorii nie opisuje w sposób kompletny problemu zależności psychicznej od substancji psychoaktywnych.
Jedna ze starszych hipotez powstawania uzależnienia jest teoria Edwarda F. Khantziana oraz Dawida F Duncana oparta na hipotezie samoleczenia, która ściśle wiąże przyjmowanie środków uzależniających z potrzebą zmniejszenia dyskomfortu psychicznego pojawiającego się w odpowiedzi na określone stresujące sytuacje życia codziennego. Środki uzależniające stosowane z wyboru zmniejszają poczucie dyskomfortu psychicznego i stanowią istotny sposób radzenia sobie z bolesnymi doznaniami i odczuciami Słabym punktem hipotezy Duncana jest problem odróżnienia osób uzależnionych od okazyjnie zażywających oraz niezgoda środowiska medycznego na używanie terminu samoleczenie dla zachowań w istocie destrukcyjnych. Większość nowoczesnych farmakologicznych teorii powstawania uzależnienia potwierdzają hipotezę wysuniętą przez Gaetano Di Chiarę i R. Alana Northa, a później rozwiniętą przez Terry'ego E. Robinsona i Kenta C. Berridge'a, że nagroda ma dwie fazy: fazę aktywną poszukiwania i oczekiwania przyjemności (np. zdobywanie jedzenia, podrywanie-flirt-seks) oraz fazę pasywną zaspokojenia (stan po najedzeniu się, stan po orgazmie). Faza druga podlega habituacji w ośrodkowym układzie nerwowym (OUN) (ujemnemu sprzężeniu zwrotnemu), a faza pierwsza nie. Faza pierwsza związana jest z odruchami warunkowymi opartymi na układzie dopaminergicznym, podlegającymi warunkowaniu środowiskowemu oraz uczeniu asocjacyjnemu. Faza druga oparta jest na układzie opioidowym i odruchach bezwarunkowych.
Gdyby nie zjawisko habituacji można zrobić sobie krzywdę jedzeniem lub seksem. Narkotyki właściwie nie podlegają zjawisku habituacji w mózgu a dodatkowo mają zdumiewającą właściwość uczulania go na oczekiwanie przyjemności (nagrody), czego nie potrafi żadna fizjologiczna przyjemność. OUN próbuje się bronić przed działaniem narkotyku obniżając przyjemność z konsumpcji poprzez fizjologiczne mechanizmy kompensujące (np. zmiany wrażliwości receptorów, produkcje MAO), przez co dochodzi do coraz większej różnicy między przyjemnością oczekiwaną a uzyskiwaną. Następuje coraz silniejszy wzrost napięcia związany z oczekiwaniem nagrody – faza pierwsza, która paradoksalnie nie może zostać zaspokojona – faza druga. Wyuczenie takiego zachowania i niemożność osiągnięcia fazy zaspokojenia prowadzi do obsesji brania i uzależnienia. Hipoteza ta również dość dobrze tłumaczy dlaczego myszy zmuszane do picia wody z kokainą (przy braku alternatywy) znacznie trudniej się uzależniają niż myszy, które same mogą wybierać między czystą wodą a wodą z kokainą. W tym drugim przypadku tzw. nienormalne uczenie asocjacyjne opisane przez Di Chiare ma właśnie miejsce. To właśnie aktywny wybór samopodawania narkotyku prowadzi do wbudowania się tej czynności w układ nagrody zwierzęcia, a w konsekwencji do choroby mózgu – uzależnienia. Doświadczenia na myszach mają swoje przełożenie kliniczne, znane są przypadki osób przyjmujących biernie morfinę (zaordynowana przez lekarza oraz podawana przez pielęgniarki), które poddają się procesowi terapii z dużą skutecznością (ponad 95%). Z drugiej strony osoby, które same zdecydowały o samointoksykacji i aktywnie samopodawały narkotyki, leczą się bardzo trudno (4-10%). Proces podejmowania decyzji o samopodawaniu narkotyku wydaje się być kluczowym dla powstawania zależności psychicznej u zwierząt oraz ludzi, a nawet dla samego działania narkotyku np. nikotyna działa nagradzająco przy samopodawaniu i awersyjnie przy biernej intoksykacji.
Hipoteza Di Chiary tłumaczy również dość dobrze nieodwracalność tego procesu, czyli praktyczną „nieuleczalność” uzależnienia. Wytworzone wskutek plastyczności mózgu nowe połączenia neuronalne w OUN, jak i nienormalna emocjonalna pamięć działania narkotyku pozostają do końca życia zwierzęcia, jak również i człowieka. Właśnie ta pamięć jest przyczyną częstych nawrotów osób uzależnionych. Jest ona odpowiedzialna za pobudzanie ciała migdałowatego i kory przedczołowej w mózgu osoby uzależnionej. Ośrodki te z kolei pobudzają jądro półleżące oraz pole brzuszne nakrywki (VTA) wymuszając zachowania poszukiwawcze narkotyku właściwie z pominięciem woli uzależnionego a czasem nawet i świadomości. Leczenie uzależnienia polega zatem na wyuczaniu nowych odruchów i nawyków w procesie terapii. Zachodzące w jej trakcie neuronalne zmiany w mózgu równoważą i przeciwdziałają starym zachowaniom.

## Uzależnienie społeczne
Uzależnienie społeczne (socjologiczne), wiąże się z zażywaniem środków toksycznych pod wpływem panującej mody lub w grupie ludzi podobnych do siebie (np. hippisów), w kręgach młodzieży z tzw. subkultur. Istotą zjawiska jest bardzo silne uzależnienie od grupy, co pociąga za sobą bezwzględne respektowanie panujących w niej zasad i obyczajów. Ponadto osoba uzależniona, w miarę pogłębiania się choroby, rezygnuje z ważnych dla siebie wcześniej aktywności, wypada z ról społecznych (utrata pracy, usunięcie ze szkoły, konflikty w rodzinie i/lub z prawem, zanik zainteresowań, zawężenie kontaktów do grupy narkomańskiej). Następuje coraz większa marginalizacja i najczęściej również kryminalizacja środowiska, w którym obraca się uzależniony.

## Objawy uzależnienia
Główne objawy uzależnienia, występujące przy prawie każdym jego typie to:
- Zachowanie szybko staje się nawykowe.
- Jest częste, regularne i stereotypowe.
- Zabiera znaczną część czasu.
- Jest przyczyną problemów zdrowotnych, finansowych, zawodowych, małżeńskich i innych.
- Ma charakter kompulsywny.
- Trudno go zaprzestać trwale i całkowicie.
- Związane jest z powracającym wewnętrznym przymusem do niego.
- Zespół abstynencyjny po odstawieniu substancji lub zaprzestaniu kontaktu z daną sytuacją.

Nałóg wpływa destrukcyjnie nie tylko na zdrowie osoby uzależnionej, ale również na zachowania społeczne. Z uzależnienia mogą wynikać kłopoty w pracy, rozpad związku małżeńskiego lub innej struktury o charakterze rodzinnym, zanik więzi rodzic–dziecko czy dziecko–dziecko.
Uzależnienia są również często przyczyną zachowań o charakterze kryminogennym, np. z powodu nadużycia alkoholu popełniono w Polsce na sto takich zanotowanych przypadków 77 zabójstw, 58 umyślnych podpaleń, 79 pobić i zranień i aż 82 przestępstwa o podłożu seksualnym.

## Klasyfikacja ICD10
| kod ICD10     | nazwa choroby |
| ------------- | --- |
| ICD-10: F10.2 | Zaburzenia psychiczne i zaburzenia zachowania spowodowane użyciem alkoholu (zespół uzależnienia)                              |
| ICD-10: F11.2 | ... używaniem opiatów (zespół uzależnienia)                                                                                   |
| ICD-10: F12.2 | ... używaniem kanabinoli (zespół uzależnienia)                                                                                |
| ICD-10: F13.2 | ... przyjmowaniem substancji nasennych i uspokajających (zespół uzależnienia)                                                 |
| ICD-10: F14.2 | ... używaniem kokainy (zespół uzależnienia)                                                                                   |
| ICD-10: F15.2 | ... używaniem innych niż kokaina środków pobudzających w tym kofeiny (zespół uzależnienia)                                    |
| ICD-10: F16.2 | ... używaniem halucynogenów (zespół uzależnienia)                                                                             |
| ICD-10: F17.2 | ... paleniem tytoniu (zespół uzależnienia)                                                                                    |
| ICD-10: F18.2 | ... odurzaniem się lotnymi rozpuszczalnikami organicznymi (zespół uzależnienia)                                               |
| ICD-10: F19.2 | ... naprzemiennym przyjmowaniem środków wyżej wymienionych (F10-F18) lub innych środków psychoaktywnych (zespół uzależnienia) |